# Institut Teknologi Sepuluh Nopember

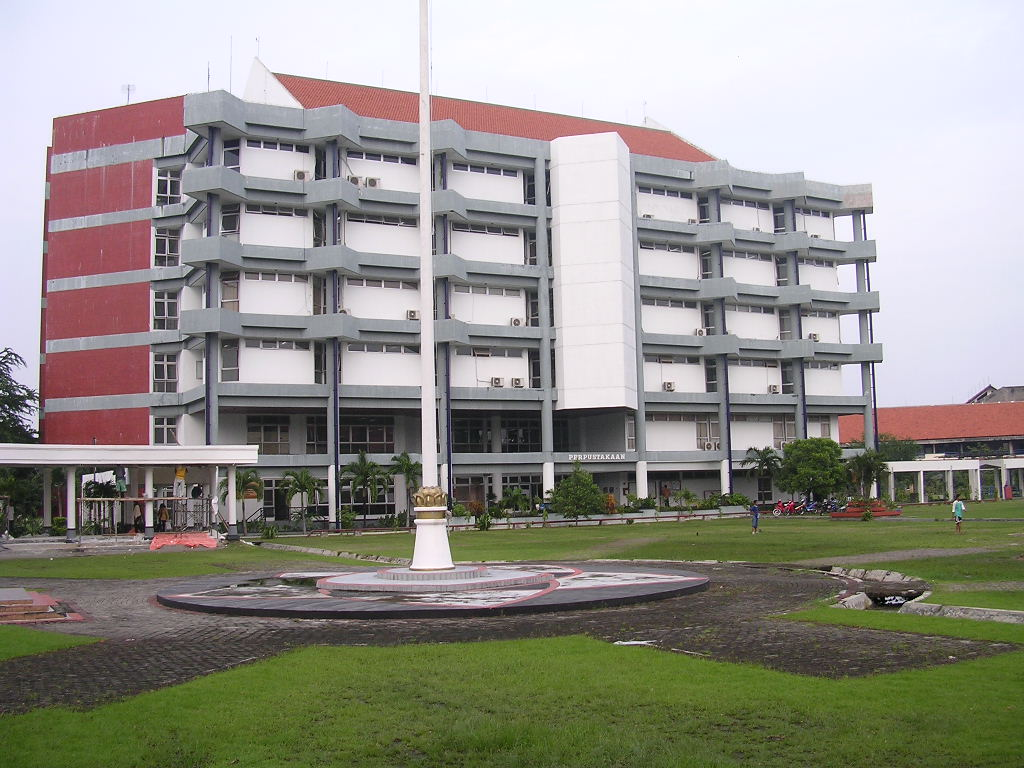
Bibliothek des ITS

Das Institut Teknologi Sepuluh Nopember (Deutsch: Technologisches Institut 10. November), kurz ITS genannt, ist eine technische Universität in Surabaya, Indonesien.

## Geschichte
Das Institut Teknologi Sepuluh Nopember wurde am 10. November 1957 zuerst unter dem Namen Yayasan Perguruan Tinggi Teknik (YPTT) gegründet. Es gab damals nur die zwei Fachbereiche Maschinenbau und Bauingenieurwesen. Im Jahr 1960 erhielt die Hochschule basierend auf einem Dekret des Bildungsministeriums ihren heutigen Namen: Institut Teknologi Sepuluh Nopember. Ein Jahr später wurde das ITS dann nach einem weiteren Dekret offiziell eine Universität. Im Jahr 1965 kamen dann mit Architektur und exakten Naturwissenschaften zwei weitere Fachbereiche hinzu. 1987 wurde das polytechnische Institut für Elektronik und Kommunikation und 1988 das polytechnische Institut für Schiffbau gegründet. Beide Institute wurden 2012 ausgegliedert und agieren nun als zwei unabhängige polytechnische Institute auf dem Campus des ITS.  Mittlerweile gilt die Universität als eine der besten Universitäten in Indonesien nach dem Times Higher Education World Rankings des Jahres 2021.

## Organisation

### Fakultäten und Studiengänge
Das ITS bietet 33 Bachelorstudiengänge, sechs Ausbildungsstudiengänge, 20 Masterstudiengänge und 15 Doktorstudiengänge an. Zusätzlich bietet es noch 20 Internationale Bachelorstudiengänge an, davon sieben Programme mit internationaler Akkreditierung. Stand 2021 besteht das ITS aus sieben Fachbereichen:
- Fakultät für Naturwissenschaften und Datenanalyse
- Fakultät für Industrietechnik und Entwicklungsysteme
- Fakultät für Bau-, Planungs- und Geoingenieurwesen
- Fakultät für Berufsstudien
- Fakultät für Seefahrt
- Fakultät für Informationstechnologien
- Fakultät für Creative Design und Digital Business

### Einrichtungen
Das ITS verfügt über 184 Labore auf den Campus, um dem hohen Forschungsanspruch gerecht zu werden. Drei Labore wurden bisher ausgezeichnet, das Energie- und Umweltlabor, das Robotikzentrum und Lernlabor.

## Standort
Die Universität befindet sich an drei Orten in Surabaya. Zwei Campi sind im Osten der Stadt, in Sukolilo und in Manyar, und der dritte Campus befindet sich in der Stadtmitte von Surabaya, in Cokroaminoto. Auf dem Campus Manyar wird nur das Studienfach Bauingenieurswesen der Fakultät Berufsstudien angeboten. Obwohl der Campus von den anderen Studienfächern getrennt ist, ist er komplett ausgestattet. Der Campus Cokroaminoto ist für die Masterprogramme in Technik und Wirtschaftswissenschaften. Der Hauptcampus mit den meisten Fachbereichen befindet sich in Sukolilo. Die beiden jetzt unabhängigen Institute Politeknik Elektronika Negeri Surabaya und Politeknik Perkapalan Negeri Surabaya befinden sich ebenfalls auf dem Campus Sukolilo.

## Internationale Kooperationen
Die ITS arbeitet mit über 360 Partnerinstitutionen in 52 Ländern zusammen, unter anderem.
- Saxion University of Applied Science
- Monash University
- RMIT University
- Radboud-Universität Nijmegen
- University of New Mexico
- Toyo University
- Universiti Utara Malaysia
- Massachusetts Institute of Technology
- Hochschule Wismar

Seit dem 2011 läuft ein Doppelabschlussprogramm der Hochschule Wismar und des ITS mit dem Bachelorabschluss im Bereich Marine Engineering.

## Absolventen
- Tri Rismaharini (* 1961), ehemalige Bürgermeisterin Surabayas und jetzige Staatsministerin für soziale Angelegenheiten
- Mohammad Nuh, ehemaliger Staatsminister für Bildung und Kultur
- Eri Cahyadi, Bürgermeister von Surabaya
- Vandiko Gultom, Bupati von Samosir